# Fürdő Szálló
A Fürdő Szálló Esztergom környékének első, és egyben legnagyobb múltú, műemléki szállodája. A klasszicista épület a Szent Tamás-hegy lábánál, a 11-es főúton áll. Felújítása 2021. március 19-én kezdődött meg.

## Története
A szálló területén egykor tó volt, amit a Szent Tamás-hegyből folyó hévizek tápláltak. Esztergom történetében több közfürdőt is építettek ezen a környéken, az elsőt III. Béla felesége. A tavat 1840-ben lecsapolták és feltöltötték. A forrásokat kiboltozták, és a mai napig a főút alatti alagútrendszerben folynak. Ezek a járatok a szálloda mögötti strand területéről megközelíthetőek.
A mostani épületegyüttest, színházteremmel, gőz- és kádfürdővel 1600 vörösfenyőcölöpre építették Zofahl Lőrinc tervei alapján. Ezzel egyidőben alakították ki a részben a szálló alatt húzódó Mala-forrásalagutat. A kivitelező Gramling Ignác helyi építész volt, aki a munkálatokkal 1842-ben végzett. Az új épület sokáig az esztergomi káptalan tulajdonát képezte, és hamar a helyi kulturális élet egyik központja lett. Vendégei között olyan nevekkel találkozunk, mint Liszt Ferenc (1875), Széchenyi István és Kossuth Lajos is, akinek 1979-ben emléktáblát avattak a szálloda falán. A Martsa István által 1948-ban készített dombormű
eredetileg a Prímás-sziget csúcsán lévő országzászló talapzatára készült. Az emléktábla megemlékezik arról, hogy Kossuth itt szállt meg 1848. október 18-án toborzókörútja alkalmával. Blaha Lujza itt lépett először színpadra 1856. április 22-én Molnár György társulatával.
A 20. század során több nagy átépítésen is átesett a műemlék. A színháztermet a hatvanas években elbontották. Az utolsó előadást, a János vitézt 1951-ben tartották. 1964-ben hozzáépítettek egy modern, vasbeton üvegszárnyat, amely nem illeszkedett az eredeti, klasszicista szárnyhoz.
A rendszerváltás után az épület állaga folyamatosan romlott, az omlásveszély miatt az előtte levő járdaszakaszt is le kellett zárni. Az egykor szebb napokat is látott műemlék épületben hajléktalanok kerestek menedéket. Egészen 2006-ig a tulajdonviszonya rendezetlen volt, így senki nem foglalkozott állagmegóvásával. 2006-ban a város megvette a romos szállodát, elbontotta az üvegszárnyat és az épület mögötti pálmaházat. A tetőszerkezet felújítása 2019-ben kezdődött meg.

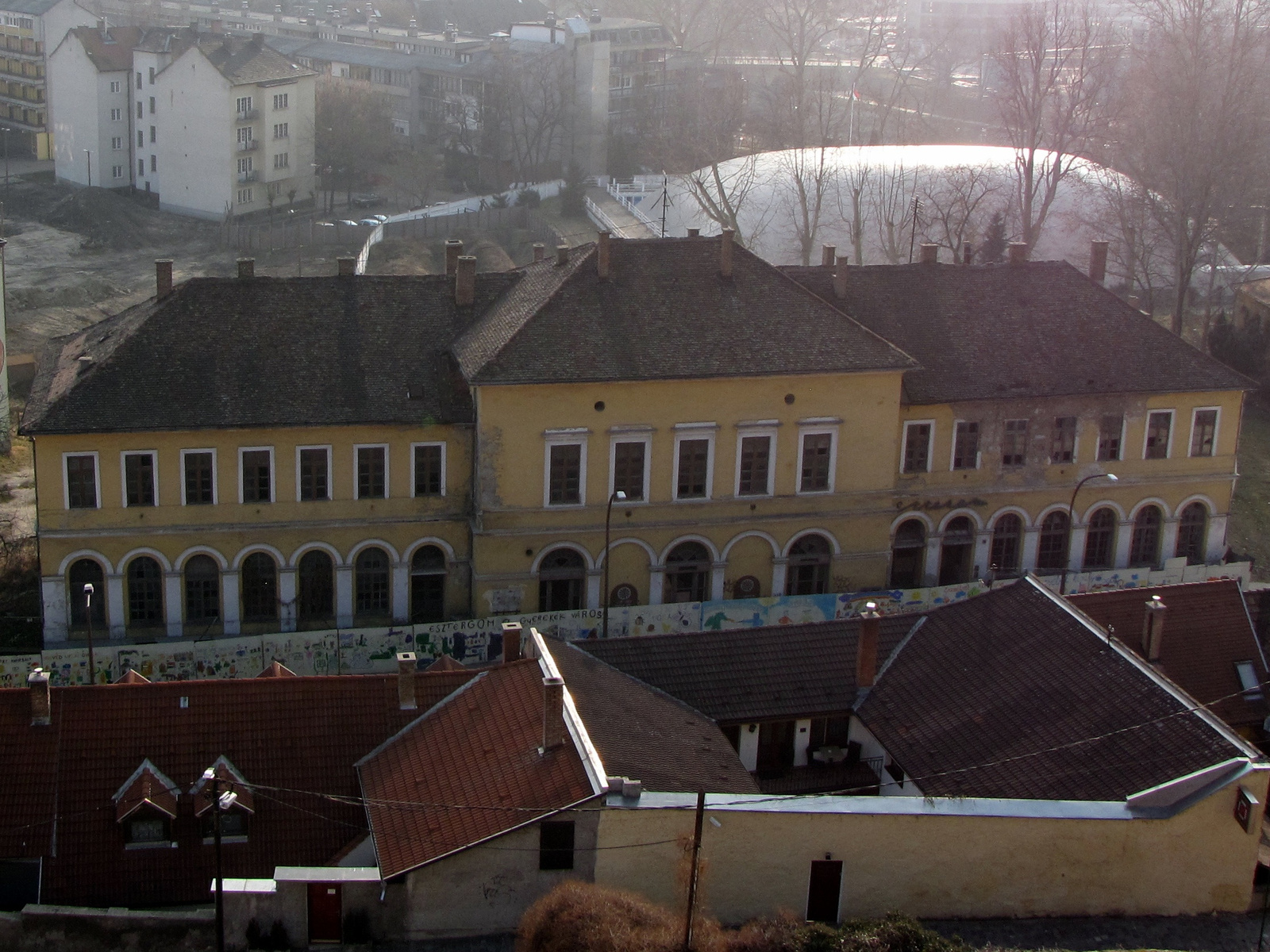
2011-ben
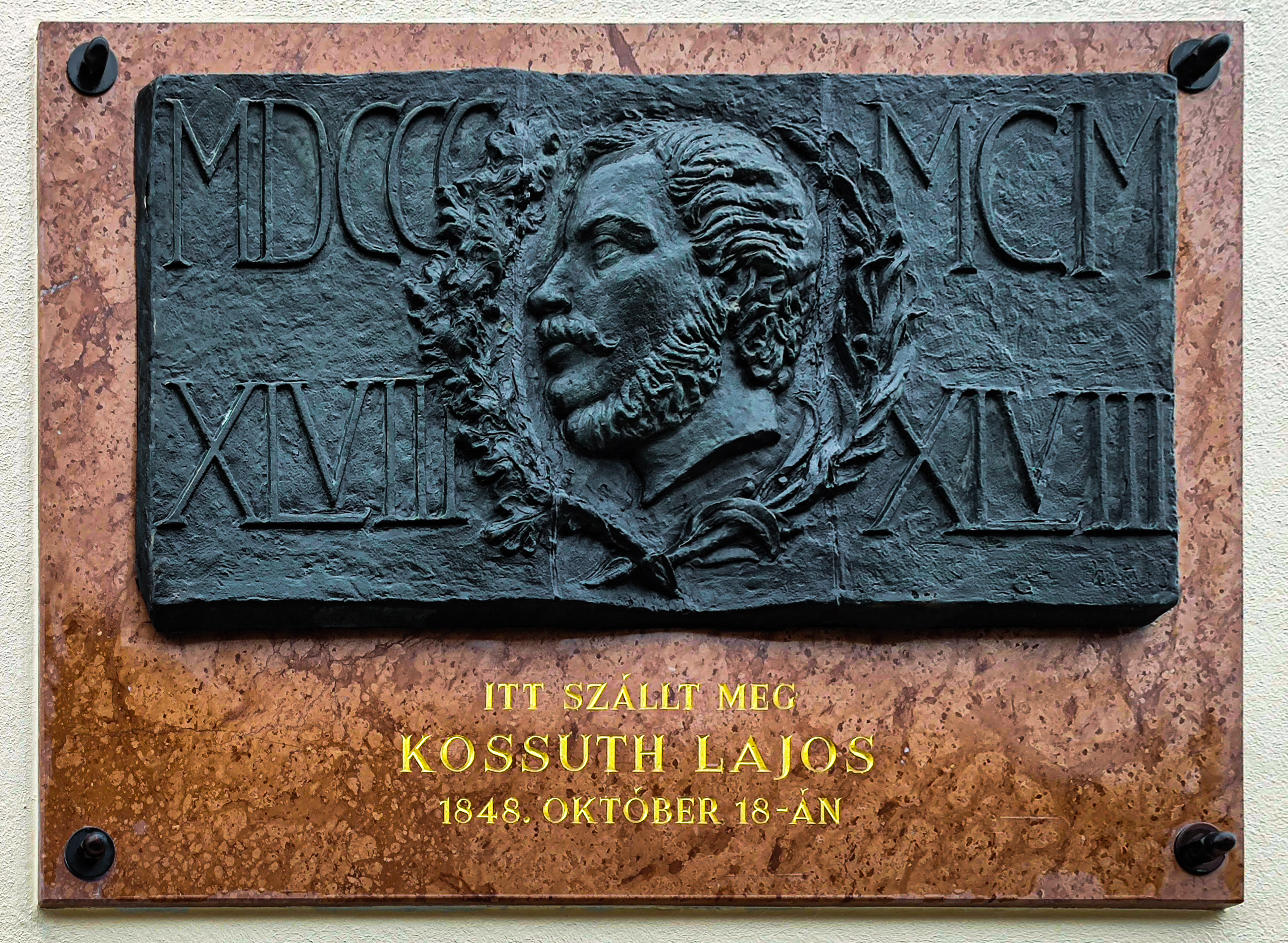
Kossuth Lajos 1848-as ittartózkodásának emléktáblája, Martsa István alkotása
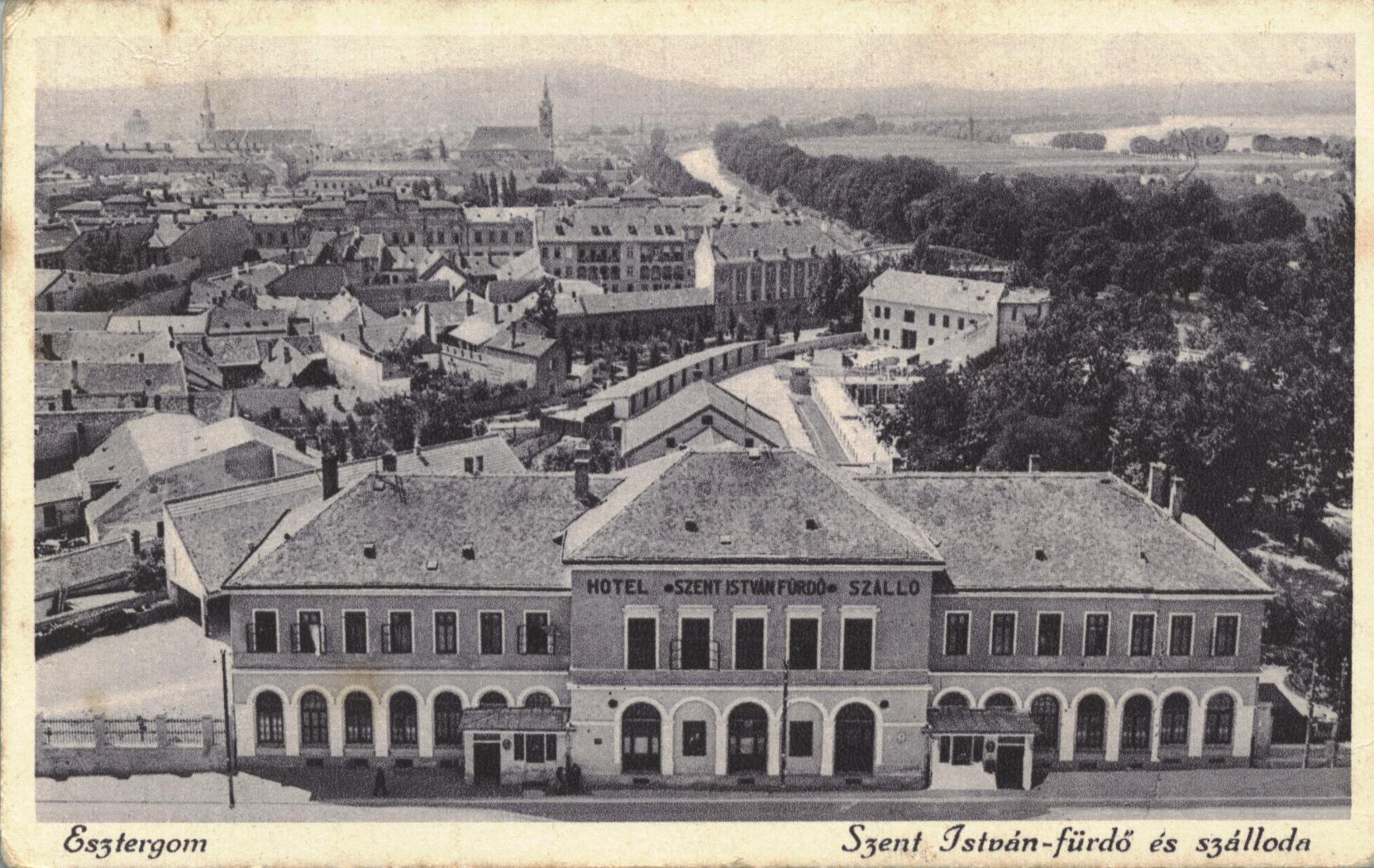
A szálló fénykorában

## Külső hivatkozások
- Megújul az esztergomi Fürdő Szálló Archiválva 2009. január 22-i dátummal a Wayback Machine-ben